# Композиция V
«Композиция V» (нем. Komposition V) — абстрактная картина русского художника Василия Кандинского, написанная в 1911 году и хранящаяся в частной коллекции.

## Анализ
Полотно было создано в 1911 году, и автор только-только приступил к теоретической разработке своего осмысленного абстракционизма. Основная идея картины созвучна с обоснованием его творчества в целом — переменчивые градации цветов и тонов, осязаемые звуки, окружающие человека, то проносящиеся мимо, то ниспадающие, всё это подчинено движению, проистекающему в своём метроритме. Данная композиция, как и предшественники (IV и первые три, которые сохранились только в виде фотографий), так и её последователи (VI, VII, VIII, IX, X) — это фиксация впечатления, но ни сиюминутного, а глубоко осмысленного и прочувствованного, продуманного.
В полотне Кандинский не отличает передний план от фона, даже свет или какой-либо элемент, указывающий на пространство или объем. Элементы, составляющие картину, не передают существования реальных или осязаемых объектов, что приводит к выводу, что Композиция V не основана ни на чём существующем в природе. Центральным элементом в работе является линия, которой автор даёт детальное обоснование в своей работе «Точка и линия», даже сравнивая её со звуком, придавая ей прямую ассоциацию с нотным станом современной музыкальной нотации.

## История
Эта картина, одна из самых спорных работ художника, была отклонена для участия в выставке Ассоциации новых художников (нем. Neue Künstlervereinigung) 1911 года на том основании, что она была слишком большой по габаритам. В искусствоведении считается, что главной проблемой был абстрактный характер произведения. В 1913 году Йозеф Мюллер приобрёл «Композицию V» у Кандинского. В 1998 году Рональд Лаудер приобрёл полотно на аукционе примерно за 40 миллионов долларов США.